# Rancho Mirage
Rancho Mirage è una città degli Stati Uniti d'America, nella contea di Riverside, in California.

## Monumenti e luoghi d'interesse

### Sunnylands

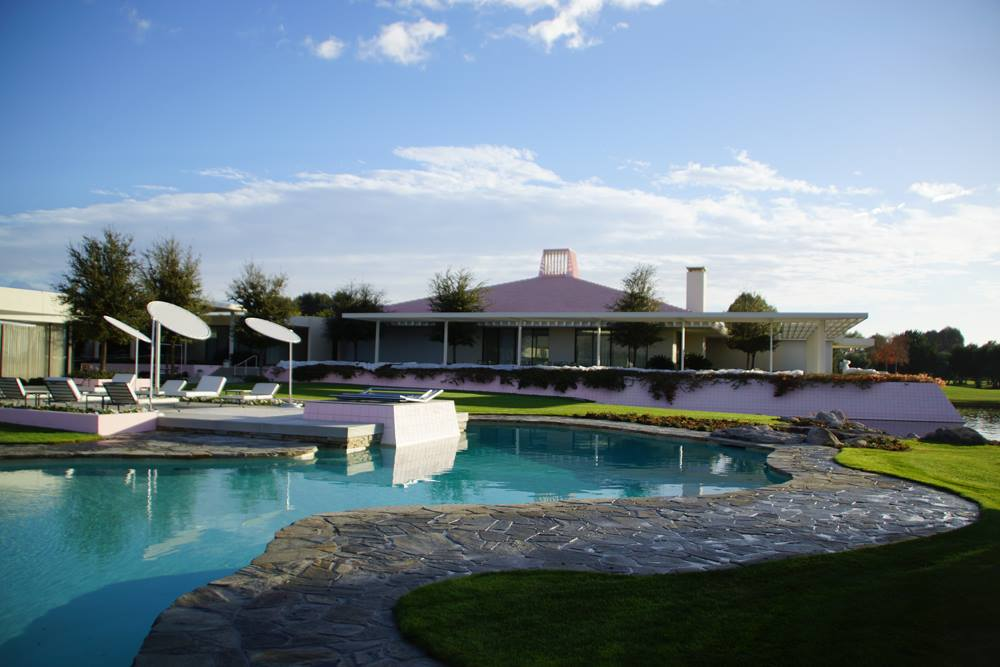
Sunnylands (2014)

Sunnylands, ex Annenberg Estate, è una tenuta di 200 acri (0,81 km²) gestita da The Annenberg Foundation Trust at Sunnylands, un'organizzazione senza scopo di lucro.
Sino al 2009 la proprietà apparteneva ai coniugi Walter e Leonore Annenberg ed è stata utilizzata dalla coppia come rifugio invernale a partire dal 1966. La municipalità di Rancho Mirage considera la tenuta «ricca di significato storico», dichiarandola sito storico nel 1990.
Sunnylands viene talvolta definita «Camp David dell'Ovest». Negli anni è stata meta di villeggiatura di numerosi personaggi famosi (Frank Sinatra (che qui si è sposato nel 1976), Bob Hope, Fred Astaire, Gregory Peck, Ginger Rogers, Bing Crosby, Truman Capote, Mary Martin, Sammy Davis Jr.) e di leader politici: il presidente Dwight D. Eisenhower e la moglie Mamie, il presidente Richard Nixon nel 1974, il presidente Ronald Reagan e la moglie Nancy la notte di San Silvestro per 18 anni.
Il presidente George H. W. Bush ha incontrato per una cena di Stato il primo ministro giapponese Toshiki Kaifu nel 1990.
Il presidente statunitense Barack Obama ha incontrato il presidente cinese Xi Jinping nel 2013, re Abd Allah II di Giordania nel 2014, 
e il vertice speciale dei capi di Stato e di governo dell'ASEAN nel 2016.
In preparazione della COP28 di Dubai, l'inviato speciale statunitense per il clima John Kerry e il suo omologo cinese Xie Zhenhua si sono incontrati a Sunnylands il 4-7 novembre 2023. Il 14 novembre 2023 Stati Uniti e Cina hanno rilasciato la Dichiarazione di Sunnylands nella quale i due paesi ribadiscono la cooperazione contro il cambiamento climatico e gli impegni previsti dall'Accordo di Parigi (2015) e dal Patto per il clima di Glasgow (2021).